# Grisy-les-Plâtres
Grisy-les-Plâtres ist eine französische Gemeinde mit 706 Einwohnern (Stand 1. Januar 2022) im Département Val-d’Oise der Region Île-de-France; sie gehört zum Arrondissement Pontoise und zum Kanton Pontoise. Die Einwohner nennen sich Grisyliens bzw. Grisyliennes.

## Geographie
Die Gemeinde Grisy-les-Plâtres befindet sich 36 Kilometer nordwestlich von Paris. Sie liegt im Regionalen Naturpark Vexin français.
Nachbargemeinden von Grisy-les-Plâtres sind Theuville im Nordwesten, Épiais-Rhus im Osten, Génicourt im Süden, Cormeilles-en-Vexin im Südwesten sowie Bréançon im Westen.

## Geschichte
Die Kirche von Grisy-les-Plâtres wurde 1092 vom Seigneur Dreux Du Rosnel der Abtei Saint-Martin in Pontoise geschenkt. Im Laufe der Jahrhunderte wechselte der Besitz der Grundherrschaft mehrmals. Bis zur Französischen Revolution war Louis François I. de Bourbon und seine Erben im Besitz des Ortes.
Im Jahr 1866 wurde die Eisenbahnlinie von Valmondois nach Marines eingeweiht, über die Grisy-les-Plâtres mit Pontoise und Paris verbunden wurde. Diese Linie wurde 1949 eingestellt.

## Bevölkerungsentwicklung
| Jahr      | 1962 | 1968 | 1975 | 1982 | 1990 | 1999 | 2006 |
| Einwohner | 389  | 390  | 425  | 442  | 481  | 556  | 587  |

## Sehenswürdigkeiten
- Kirche Saint-Caprais, erbaut im 13. Jahrhundert (Monument historique)[1]
- Jardin de Campagne (Jardin remarquable)